# Trześnik (Kosowy)
Trześnik – przysiółek wsi Kosowy w Polsce, położony w województwie podkarpackim, w powiecie kolbuszowskim, w gminie Niwiska.
W latach 1975–1998 przysiółek administracyjnie należał do województwa rzeszowskiego.
W miejscowości urodził się Stefan Olszowy, działacz ruchu ludowego.